# Psammoleptastacus
Psammoleptastacus is een geslacht van eenoogkreeftjes. De wetenschappelijke naam van het geslacht is voor het eerst geldig gepubliceerd in 1942 door Robert William Pennak.
Pennak richtte dit geslacht op voor de nieuwe soort Psammoleptastacus arenaridus gevonden in de getijdenzone van het strand van Nobska en North Cape Cod in Cape Cod (Massachusetts).

## Soorten
- Psammoleptastacus arenaridus Pennak, 1942
- Psammoleptastacus barani Sak, Huys en Karaytug, 2008
- Psammoleptastacus stygius (Noodt, 1955)